# 303648 Mikszath
303648 Mikszath este o planetă minoră (asteroid) din Inner Main Belt⁠(d). A fost descoperită pe 27 mai 2005 la Piszkéstetői Obszervatórium⁠(d) de Krisztián Sárneczky⁠(d). 
Obiectul prezintă o orbită caracterizată de o semiaxă mare de 1,8945342694565 UAi, o excentricitate de 0,05, o înclinație de 20,3 ° în raport cu ecliptica.